# Улица Академика Капицы
У́лица Акаде́мика Капи́цы — улица в Юго-Западном административном округе города Москвы на территории района Коньково. Расположена на границе жилой застройки и лесопарковой зоны Битцевского лесопарка. Начинается от улицы Островитянова и идёт за Профсоюзную улицу.

## Происхождение названия
Названа 21 июля 1986 года в честь П. Л. Капицы, учёного-физика, академика, лауреата Нобелевской премии.

## История
Застроена 17-этажными домами серии П-44 и 22-этажными башнями серии КОПЭ в 1986—1989 годах. В 2001 году построено здание детского бронхолёгочного санатория № 15

## Транспорт

### Метро
Станция метро «Коньково» — 600 метров.

### Автобус
По улице с 2024 проходят автобусы с923, с954. До этого, с 1989 по всей длине улицы проходил маршрут 754, с 2008 по улице ходил автобус 49. 
Всего на улице 4 остановки. Последняя, "улица Академика Капицы, дом 4" была добавлена в 2024 году.

## Галерея

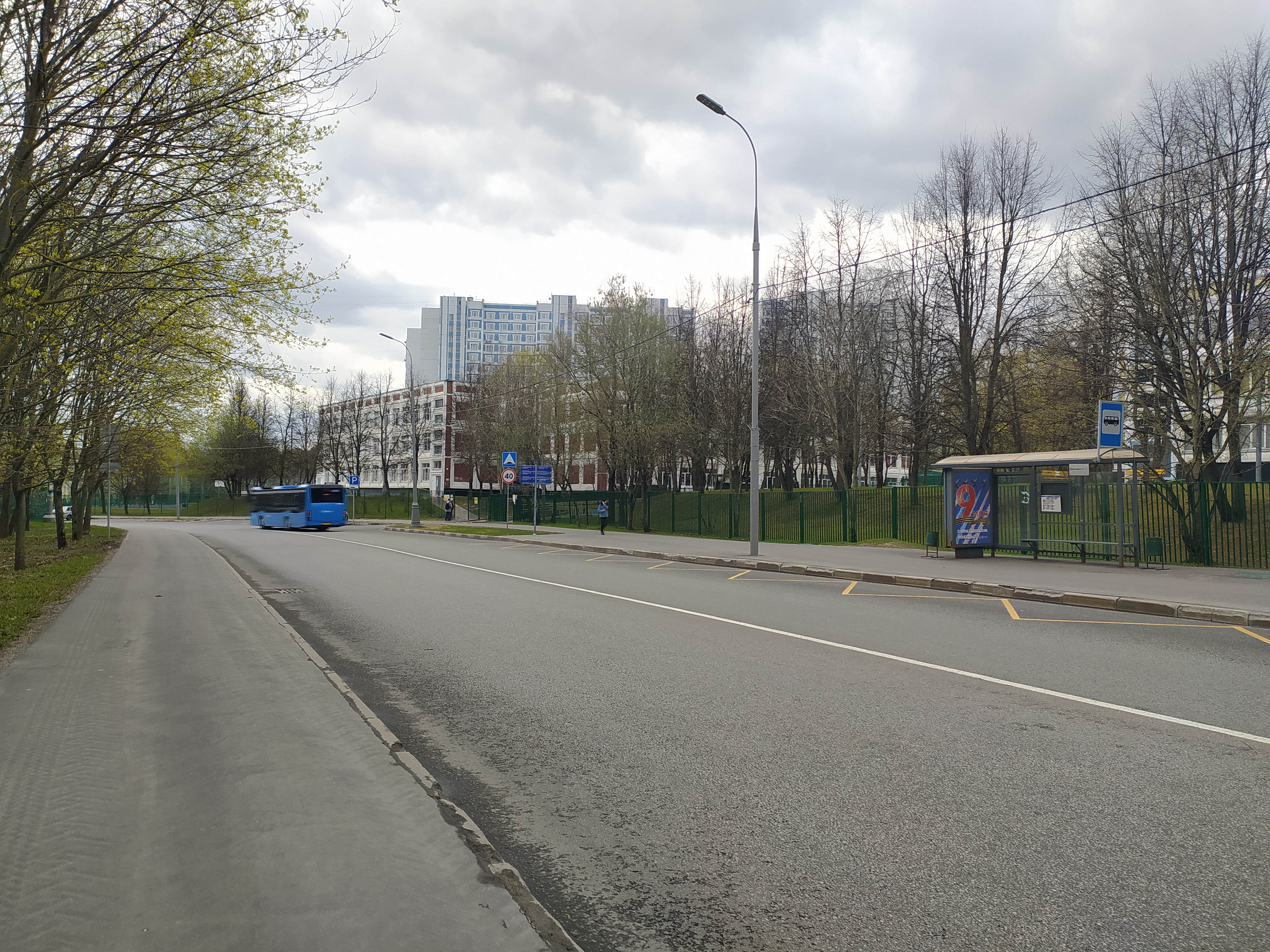
Вид на дома 10 и 12 (на переднем плане), 26к3, 30к2 (на заднем плане)
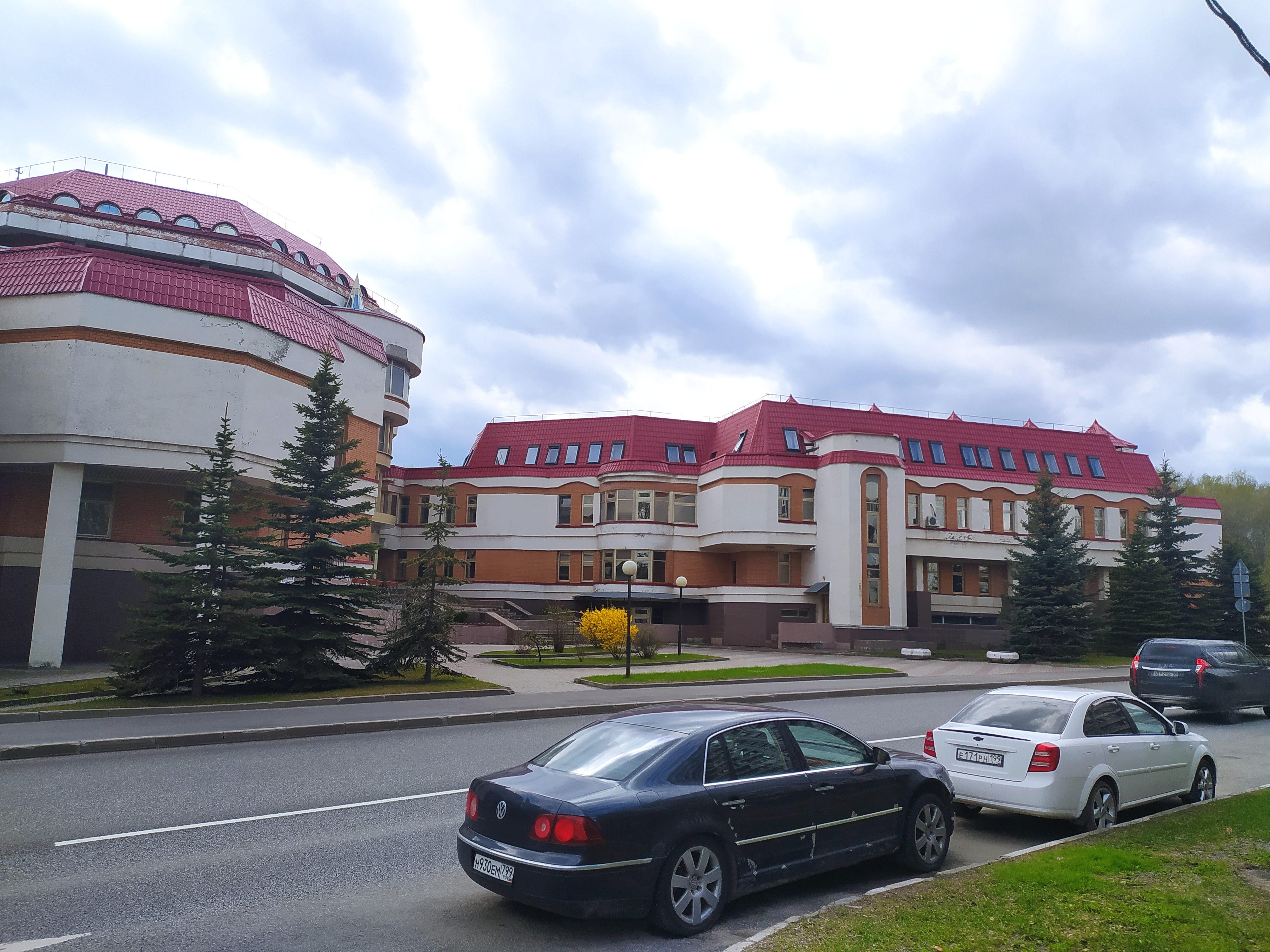
Детский бронхолёгочный санаторий № 15